# Mycalesis horsfieldii
Mycalesis horsfieldii är en fjärilsart som beskrevs av Moore 1892-1894. Mycalesis horsfieldii ingår i släktet Mycalesis och familjen praktfjärilar. Inga underarter finns listade i Catalogue of Life.